# 長崎市立西坂小学校
長崎市立西坂小学校（ながさきしりつ にしざかしょうがっこう、Nagasaki City Nishizaka Elementary School）は、長崎県長崎市御船蔵町にある公立小学校。
鶴の港の別名を持つ長崎港を見下ろす西坂の丘に建っている。

## 概要
歴史
1919年（大正8年）に「西坂尋常小学校」として創立。数回の改編・改称を経て、2019年（平成31年・令和元年）に創立100周年を迎えた。
校章
朝日をモチーフにしたデザインを背景にして中央に「西」の文字を置いている。
校歌
1929年（昭和4年）制定。3番まであり、校名の「西坂」は2番に登場する。
通学区域
長崎市のうち、「大黒町（桜町小学校の通学区域を除く）、尾上町、八千代町、御船蔵町、浜平1丁目（銭座小学校の通学区域を除く）、浜平二丁目、西坂町、中町、筑後町、天神町（1番23～37号、14番12～15号）、銭座町（13番11・12・16・23・24・29・44号、14番11・16～19・21・22・24号か～27・31・32・34・35・37・39・46号、15番1・5・7・8・17～19・23・32・34・40号）、上銭座町（8番37～44号）」。
中学校区は長崎市立長崎中学校。

## 沿革
- 1919年（大正8年）
  - 6月2日 - 「西坂尋常小学校」が開校。
  - 9月1日 - 興善尋常小学校と銭座尋常小学校の3年以下の児童が編入。
- 1920年（大正9年） - 保護者会により、教育勅語煥發[1]三十年記念碑が建立。題字は当時の校長 藤田孫太郎によるもの。
- 1922年（大正11年）4月1日  - 高等科を併置し、「西坂尋常高等小学校」と改称。
- 1929年（昭和4年）5月24日 - 校歌制定。
- 1930年（昭和5年）10月25日 - 校舎改築。
- 1933年（昭和8年）5月18日 - 松山城放火事件犯により放火され、第3校舎1棟全焼。
- 1933年（昭和8年）10月30日 - 校舎復旧落成。
- 1938年（昭和13年） - 県内で初めて学校給食を開始[2]。
- 1939年（昭和14年）
  - 6月10日 - 西坂女子青年学校を併設。
  - 二宮尊徳像（青銅製）が寄贈される。
- 1940年（昭和15年）4月30日 - 西坂女子青年学校を廃止。
- 1941年（昭和16年）4月1日 - 国民学校令に伴い、「西坂国民学校」と改称。
- 1945年（昭和20年）
  - 8月9日 - 長崎市への原子爆弾投下で発生した火災が広がり、校舎が全焼。
  - 9月15日 - 長崎県下の中学校（旧制）、国民学校の授業が再開。
    - 西坂国民学校は校舎全焼のため、鎮西大社諏訪神社の長坂の段上等で青空教室の授業を実施せざるをえなかった。

  - 11月2日 - 上町の西勝寺での寺子屋教室へ移動。本堂を4つに仕切り、廻廊も教室として使用。
- 1946年（昭和21年）
  - 1月21日 - 食糧事情の悪化により、2月9日までの約20日間長崎市内の国民学校が一斉に休校となる。
  - 4月2日 - 校舎焼け跡に仮設校舎落成。初等科のみ移転。
- 1947年（昭和22年）4月1日 - 学制改革に伴い、「長崎市立西坂小学校」（現在名）と改称
- 1949年  (昭和24年）5月13日 - 新校舎落成（2階建・教室8）
- 1953年  (昭和28年）9月28日 - 鉄筋コンクリート新校舎落成（教室4・職員室）
- 1958年（昭和33年） - 児童数の増加に伴い、6学級（283名）で2部授業を実施。その後小学校新設などが行われ、次第に2部授業は解消されていく。
- 1960年  (昭和35年) 3月31日 - 鉄筋コンクリート校舎落成（教室3)
- 1969年（昭和44年）6月1日 - 創立50周年記念式典挙行し、聖徳太子像が建立。当時の諸谷義武長崎市長による｢和をもって貴しとなす」の碑文が刻まれている。
- 1969年（昭和44年）6月2日 - 体育館落成。
- 1970年（昭和45年)  4月1日 - 鉄筋コンクリート校舎完成（教室3）
- 1971年（昭和46年）3月31日 - 鉄筋コンクリート校舎完成（教室1・特別教室4・給食室）
- 1979年（昭和54年）6月3日 - 創立60周年記念式典挙行し、長崎の彫刻家北村西望の書｢清心元大成｣の碑が建立。
- 1997年（平成9年）5月30日 - 文部省より英語教育研究開発校に指定される。
  - 2011年度（平成23年度）に開始した小学校での英語活動の必修化に先駆け、国や県、市の指定を受け英語教育・国際理解教育を行っていた。
- 2001年（平成13年）4月2日 - 小学校国際理解教育実践研究事業推進協力校受諾。
- 2002年（平成14年）11月13日 - 国際観光船交流が開始。
- 2008年（平成20年）9月1日 - 全日本小学校ホームページ大賞受賞
- 2009年（平成21年）6月26日 - 創立90周年記念式典を挙行。
- 2013年（平成25年）4月1日 - 西坂学童クラブ開設
- 2017年（平成29年）4月1日 - 国立教育政策研究所指定校（体育）委託
- 2019年
  - （平成31年）4月1日 - 県教委公募制研究指定校事業（英語活動）委託
  - （令和元年）12月1日 - 創立100周年記念式典挙行。

## 原子爆弾の被害
- 爆心地（北緯32度46分24.8秒 東経129度51分47.1秒 / 北緯32.773556度 東経129.863083度）から約2.1km離れていた当時の西坂国民学校は、まず原子爆弾の投下直後に吹き上がった爆風で木造校舎が全壊し、その後長崎駅方面から延焼した火事により全焼した。投下当日、学校で防火資材の点検を行っていた教職員は校長が校長室で、その他の教職員は職員室で休憩をとっていたが、校舎倒壊とともにその下敷きとなり、全教職員がガラス刺傷、打撲傷の被害を受けた。長崎市教育委員会の調べによると、原爆投下前の在籍児童数843名と教職員25名のうち、原子爆弾で亡くなった児童は14名、教職員は1名となっている。
- 校舎の全壊・全焼により、終戦後国民学校の授業が再開された後の校舎確保は困難を極め、現在地に仮校舎が建設されるまでの間、諏訪神社長坂での青空教室の実施や、西勝寺を間借りする授業を余儀なくされた。

## その他
- 長崎市立高島小学校と交流を行っている。

## アクセス
- 最寄りの駅
  - JR九州
    - 長崎駅
- 最寄りの電停
  - 長崎電気軌道
    - 八千代町電停下車後、上り坂を徒歩5～10分。
- 最寄りのバス停
  - 長崎バス・県営バス
    - 八千代町バス停下車後、上り坂を徒歩5～10分。

- 最寄りの国道・県道
  - 国道206号線

## 周辺
- 日本二十六聖人記念館
- 学校そばを旧浦上街道が通っている。
  - 長崎村西坂（現 長崎市西坂町）から時津村（現 西彼杵郡時津町）の港までの約12kmの陸路と、時津からは大村湾を海路約28km彼杵宿までを結ぶ街道で、伊能忠敬一行や長崎オランダ商館のカピタン一行が通行した。日本で最初のキリシタン殉教者となった日本二十六聖人が刑場にひかれた道としても有名である。
- NHK長崎放送局

## 関連事項
- 長崎県小学校一覧